# 日本歯科医学会会長賞
日本歯科医学会会長賞（にほんしかいがっかいかいちょうしょう）とは日本における歯学の賞の一つ。研究部門・教育部門・地域歯科医療部門に分かれており、それぞれの分野において顕著な功績のあった者に対し、日本歯科医学会の専門分科会代表者、認定分科会代表者、歯科大学学長、大学歯学部長、日本歯科医師会会長の推薦に基づき、日本歯科医学会が毎年度7名以内を選び授与する。日本歯科医学会最高の顕彰。

## 受賞者
- 1991年度
  - 研究部門 覚道幸男
  - 教育部門 中久喜喬
- 1992年度
  - 研究部門 中村健吾
  - 教育部門 原学郎
- 1993年度
  - 研究部門 藤木芳成
  - 教育部門 園山昇
- 1994年度
  - 研究部門 古本啓一、山岡昭、高添一郎
  - 教育部門 三浦不二夫、稗田豊冶、石川達也
- 1995年度
  - 研究部門 菊池進、島田義弘、船越正也
  - 教育部門 石木哲夫、和久本貞雄、西連寺永康
- 1996年度
  - 研究部門 内田安信、福原達郎、太田義邦
  - 教育部門 平沼謙二、鈴木和男、橋本弘一
- 1997年度
  - 研究部門 見明清、細田裕康、森本基
  - 教育部門 小林茂夫、小椋秀亮、土谷裕彦
- 1998年度
  - 研究部門 木下善之介、横塚繁雄、藤井辨次
  - 教育部門 富田喜内、池田克己、淺井康宏
- 1999年度
  - 研究部門 河合幹、谷津三雄、原耕二
  - 教育部門 石川富士郎、吉木周作、神山紀久男
- 2000年度
  - 研究部門 平澤忠、金子芳洋、堀内博
  - 教育部門 河野篤、工藤逸郎、藍稔
- 2001年度
  - 研究部門 山下敦、岡田宏、小野瀬英雄
  - 教育部門 中村治郎、野口政宏
- 2002年度
  - 研究部門 村井正大、渕端孟
  - 教育部門 佐藤亨、高江洲義矩、三谷英夫
- 2003年度
  - 研究部門 中林宣男、森本俊文、岩久正明
  - 教育部門 長坂信夫、黒田敬之、戸田忠夫
  - 医療部門 鈴木文雄
- 2004年度
  - 研究部門 作田守、道健一、寳田博
  - 教育部門 古屋英毅、野間弘康、花田晃治
  - 医療部門 滝内春雄
- 2005年度
  - 研究部門 谷嘉明、鴨井久一、加藤熈
  - 教育部門 古跡養之眞、長谷川紘司、中田稔
- 2006年度
  - 研究部門 小澤英浩、金子譲
  - 教育部門 大山喬史、西野瑞穂、加藤有三
  - 医療部門 谷口威夫
- 2007年度
  - 研究部門 石橋克禮、下岡正八、石川烈
  - 教育部門 村山洋二、木村光孝、中村正明
  - 医療部門 渡口進一
- 2008年度
  - 研究部門 野首孝祠、奥田克爾、大東道治
  - 教育部門 柬理十三雄、細井俊雄
  - 医療部門 登利俊彦
- 2009年度
  - 研究部門 池田正一、相馬邦道、恵比須繁之
  - 教育部門 中原泉、川添堯彬、藥師寺仁
  - 医療部門 伊東隆利
- 2010年度
  - 研究部門 神田重信、野口俊英
  - 教育部門 小口春久、新井髙、山田了
  - 医療部門 中久木一乘
- 2011年度
  - 研究部門 小林義典、田中貴信、天笠光雄
  - 教育部門 福島俊士、下野正基、伊藤公一
  - 医療部門 村居正雄
- 2012年度
  - 研究部門 渡邉誠、平井敏博、安孫子宜光
  - 教育部門 中垣晴男、寺下正道、福島和昭
  - 医療部門 新納哲雄
- 2013年度
  - 研究部門 佐藤田鶴子、岡野友宏、滝川正春
  - 教育部門 須田英明、久光久、大塚吉兵衛
  - 医療部門 和田忠子
- 2014年度
  - 研究部門 山田好秋、山根源之、赤川安正
  - 教育部門 福田仁一、向井美恵、出口眞二
  - 医療部門 渡邉洋夫
- 2015年度
  - 研究部門 山口朗、髙野吉郎、吉江弘正
  - 教育部門 川浪雅光、勝海一郎、小谷順一郎
  - 医療部門 中川正晴
- 2016年度
  - 研究部門 井上美津子、永田俊彦、髙田隆
  - 教育部門 千田彰、神原正樹、覚道健治
  - 医療部門 池田雅彦
- 2017年度
  - 研究部門 宮﨑秀夫、和泉雄一、森戸光彦
  - 教育部門 俣木志朗、田中昭男、林善彦
  - 医療部門 緒方克也
- 2018年度
  - 研究部門 宮﨑隆、栗原英見、平田雅人
  - 教育部門 安井利一、井出吉信、桃井保子
  - 医療部門 東克章
- 2019年度
  - 研究部門 西原達次、矢谷博文、山崎和久
  - 教育部門 石井拓男、櫻井薫、前田伸子
  - 医療部門 砂川英樹
- 2020年度
  - 研究部門 今井裕、古谷野潔、村上伸也
  - 教育部門 井上孝、嶋田昌彦、関本恒夫
  - 医療部門 丸山進一郎